# Sacrofano

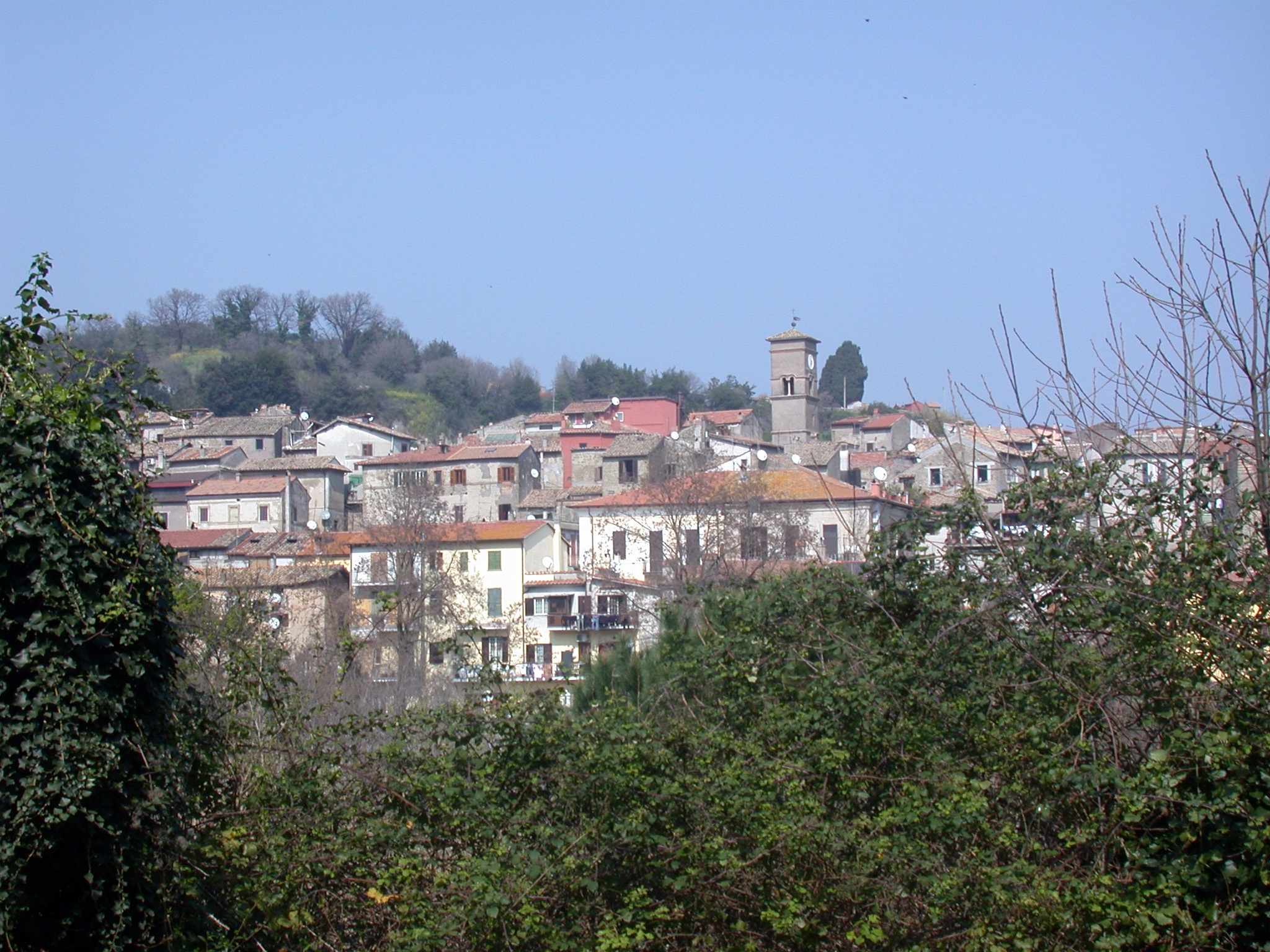
Sacrofano

Sacrofano ist eine Gemeinde in der Metropolitanstadt Rom in der italienischen Region Latium mit 7403 Einwohnern (Stand 31. Dezember 2023). Sie liegt 32 km nördlich von Rom.

## Geographie
Sacrofano liegt am Abhang des Monte Musino, der vulkanischen Ursprungs ist, zwischen den Monti Sabatini und dem Tal des Tiber. Das Gemeindegebiet gehört zum Parco Regionale Veio.

## Geschichte
Der Ort gehörte ursprünglich zum Ager Veientanus, dem Gebiet der etruskischen Stadt Veji und kam im vierten Jahrhundert v. Chr. zu Rom. Im Jahr 755 schenkte Eustathius den Ort an Santa Maria Maggiore. Ab dem 14. Jahrhundert kam Sacrofano nacheinander an die Adelsfamilien Savelli, Orsini und Chigi.

## Bevölkerungsentwicklung
| Jahr      | 1881 | 1901 | 1921 | 1936 | 1951 | 1971 | 1991 | 2001 |
| --------- | ---- | ---- | ---- | ---- | ---- | ---- | ---- | ---- |
| Einwohner | 1068 | 1272 | 1283 | 1348 | 1617 | 2222 | 4475 | 5691 |

Quelle: ISTAT

## Politik
Valter Casagrande wurde im Mai 2003 zum Bürgermeister gewählt und im April 2008 im Amt bestätigt. Mit der Wahl vom 26. Mai 2013 wurde Tommaso Luzzi sein Nachfolger als Bürgermeister.